# 小林ユリ
小林 ユリ（こばやし ユリ、1987年10月22日 - ）は、日本の元グラビアアイドル、元タレント。千葉県出身。ステラプロモーションに所属していた。

## 人物・来歴
- SEGA渋谷店とステラプロモーションが開催したプリクラで応募するアイドルコンテスト「プリステージコンテスト」でグランプリを受賞し芸能界入りした。
- 趣味は絵を描く事と音楽鑑賞。
- 2005年にミスマガジンのミスヤングマガジン賞を受賞。一時期サンズエンタテインメントのフットサルチームCarezza、その後ミスマガジンのフットサルチームにも所属していた。
- 所属事務所のステラプロモーションを2010年7月をもって退所した。
- 2010年9月、MUTEKIよりアダルトイメージビデオをリリース[1]。同月にヘアヌード写真集「Nu」をリリースした。
- アダルトイメージビデオ及びヘアヌード写真集発売後、目立った活動をしておらず引退状態である。

## 作品

### イメージビデオ
- Memories（エッジ）
- ソフィア女学園 現役高校生 4（2004年10月、日本メディアサプライ）
- G-17（2005年4月、BNS）
- Zest（音楽専科社）
- オトナになんかならないで（2005年7月、アルゴノーツ）
- 小林ユリ ミスマガジン2005（2005年10月、バップ）
- ぷるるん100％（2005年12月、リバプール）
- ダイナマイトエンジェル（2006年1月、アクアハウス）
- 大人っぽい?（2006年3月、ターンテーブル）
- ユリリ・・・る?（2006年6月、GPミュージアム）
- 温泉美人 堂ヶ島温泉「アクーユ三四郎編」（2006年7月、イーネット・フロンティア）
- 温泉美人 稲取温泉「石花海編」（2006年7月、イーネットフロンティア）
- H-18（2006年9月、BNS）
- ユリ@happy.（2007年1月、ベガファクトリー）
- しらゆり（2007年5月、ラインコミュニケーションズ）小林ゆり名義
- リベンジ（2008年11月、グラッソ）
- キスユリ（2009年5月、竹書房）
- メロメロ〜ン（2009年11月、エアーコントロール）

### アダルトイメージビデオ
- MOSAIC nude（2010年9月、MUTEKI）

### 写真集
- 小林ユリ十七歳 ちゅらチャンプルー（2005年2月、ワイレア出版、撮影：安藤青太）ISBN 978-4-8130-2014-1
- Nina（2005年6月、音楽専科社、撮影：山岸伸）ISBN 978-4-87279-185-3
- Wet&Burst（2005年12月23日、バウハウス、撮影：小塚毅之）ISBN 978-4-7788-0324-7
- ミスマガジン2005 THE BIKINI SPECIAL!（2006年3月、講談社、撮影：木村晴、井ノ元浩二）ISBN 978-4063646603
- YURI puri（2006年4月、彩文館出版、撮影：井ノ元浩二）ISBN 978-4-7756-0117-4
- Nu（2010年9月25日、ジーオーティー、撮影：山岸伸）ISBN 978-4-86084-746-3

### PCソフト写真集
- 小林ユリ Vol.1「えへっ」 （2006年9月、ステラプロモーション）CD-R
- 小林ユリ Vol.2「あ・な・た・だ・け・に」（2006年9月、ステラプロモーション）CD-R
- 小林ユリ Vol.3「みつめて」（2006年9月、ステラプロモーション）DVD-R

## 出演

### バラエティ
- グラビアトークオーディション（2006年12月、フジテレビ）
- 開運音楽堂（2008年1月、TBS）
- 名機の肖像 魅惑のヴィンテージカメラ（BSジャパン）